# Scodionista mischii
Scodionista mischii är en fjärilsart som beskrevs av Turati och Krüger 1936. Scodionista mischii ingår i släktet Scodionista och familjen mätare. Inga underarter finns listade.